# Francisco Vidal (actor)
José Francisco Vidal Bornay (Ibi, Alicante, 1941-Madrid, 6 de octubre de 2023), conocido popularmente como Paco Vidal, fue un actor de cine, teatro y televisión español.

## Biografía
Nació en la localidad alicantina de Ibi en 1941 y se crio en Ceuta. Durante su juventud se trasladó a Madrid, para estudiar Ciencias Políticas (Universidad de Madrid). En la capital de España asistió por curiosidad al Círculo Medina, en el que el actor y director Miguel Narros daba unas clases de interpretación. Allí Paco Vidal descubrió su vocación teatral, que fue una de sus grandes pasiones. El Círculo Medina derivó, al inicio de la década de los sesenta en el Teatro Estudio de Madrid, donde William Layton introdujo en España, junto al propio Miguel Narros, el método Stanislavski. El proyecto, se transformó en 1968 en el Teatro Experimental Independiente - TEI, que se prolongaría hasta 1978. Paco Vidal estuvo implicado en este proyecto, dando clases de interpretación.Fue Profesor de profesores de Instituto de la Consejería de Educación de la Comunidad de Madrid (desde 1998).
Falleció el 6 de octubre de 2023, en el Hospital HM Madrid, donde llevaba varios días ingresado a causa de una insuficiencia respiratoria, por secuelas de la COVID-19 , que finalmente le produjo la muerte. Sus restos mortales fueron incinerados en el cementerio de Colmenar Viejo. Su única hermana había fallecido en Alicante tiempo atrás, por lo que el actor no tenía familia. Un amigo del actor se encargó de los trámites tras su deceso.

## Carrera artística
Paco Vidal saltó a la fama a través de la serie Crónicas de un pueblo (TVE, 1971-1974). Aunque rodada en el municipio madrileño de Santorcaz, narraba la vida cotidiana de un pueblo leonés. Fue la primera serie dirigida por Antonio Mercero, y en ella, Paco interpretaba el papel del cura Marcelino.Intervino en más de cincuenta series y miniseries de televisión. Entre otros, realizó los siguientes papeles:
- El médico don Julián en la primera etapa de El secreto de Puente Viejo en Antena 3.
- El doctor Freire en la serie La señora en TVE (2008-2010).
- Diversos personajes episódicos en: Hospital Central, Cuenta atrás, Hermanos y detectives, 7 vidas, El comisario, Cuéntame cómo pasó, ¡Ay, Señor, Señor! o Verano Azul.[8]

En el cine, Paco Vidal trabajó con varios directores: Vicente Aranda, José Luis Garci, Guillermo del Toro o Fernando Fernán Gómez, en diversas películas: El bosque animado, El crack o El laberinto del fauno. 
En el teatro, protagonizó la obra La obsesión, con la que ganó el Premio Nacional de Teatro.También protagonizó Último viaje de Antonio Machado, con Charo Soriano.